# Saison 3 de Mon oncle Charlie
Chronologie
Saison 2 Saison 4
Cet article présente la troisième saison de la série télévisée Mon oncle Charlie.

## Synopsis
Charlie commence à sortir avec une professeure de ballet nommée Mia. La relation dure plusieurs épisodes, mais ils se séparent lorsqu'elle continue à essayer de le faire changer. En fin de saison, Mia revient à Malibu et Charlie la demande en mariage. Mia accepte et ils commencent à organiser un mariage. Charlie et Mia décident de s'enfuir à Las Vegas et n'y ont qu'Alan et sa petite amie Kandi. Lorsque Charlie apprend que Mia veut qu'Alan déménage, ils annulent le mariage. Charlie donne ses alliances à Alan et Kandi, et Alan épouse Kandi et déménage.

## Distribution

### Acteurs principaux
- Charlie Sheen (VF : Olivier Destrez) : Charlie Harper
- Jon Cryer (VF : Lionel Tua) : Alan Harper
- Angus T. Jones (VF : Brigitte Lecordier) : Jake Harper
- Conchata Ferrell (VF : Élisabeth Margoni) : Berta
- Holland Taylor (VF : Maaike Jansen) : Evelyn Harper
- Marin Hinkle (VF : Élisabeth Fargeot) : Judith Harper

### Acteurs récurrents
- Melanie Lynskey (VF : Natacha Muller) : Rose (épisodes 3, 5, 7, 15 à 17, 24)
- Emmanuelle Vaugier (VF : Naiké Fauveau) : Mia (épisodes 8, 13 à 15, 23 et 24)
- April Bowlby (VF : Nathalie Karsenti) : Kimber (épisode 9) et Kandi (épisodes 13 et 14, 16, 18 à 21, 23 et 24)

### Invités
- Martin Sheen (VF : Marcel Guido) : Harvey (épisode 7)
- Cloris Leachman (VF : Régine Blaess) : Norma (épisode 9)
- James Edson : Bobby (épisode 9)
- Rebecca McFarland : Leanne (épisode 10)
- Jane Lynch : Dr. Linda Freeman (épisode 12)
- J. D. Walsh : Gordon (épisodes 15 à 17)
- Gail O'Grady : Mandi (épisodes 19 et 20)

## Production
Les producteurs exécutives de cette troisième saison sont les créateurs de la série Chuck Lorre et Lee Arohnson. La série est produite par Chuck Lorre productions, The Tannenbaum Productions et Warner Brothers Television.

## Récompenses et nominations
Cette saison a reçu sept nominations aux Primetime Emmy Award. Elle a été aussi nommée pour la récompense de meilleure série comique mais a perdu contre The Office. Charlie Sheen a été nommé pour la première fois pour le prix de meilleur acteur dans une série comique. Jon Cryer a été nommé pour la première fois pour le prix de meilleur acteur dans second rôle dans une série comique. Charlie Sheen a été aussi nommé pour un Golden Globe pour meilleur acteur dans une série télévisée musicale ou comique. La série a été nommée pour le prix de  Producers Guild of America de meilleure série. Angus T. Jones a gagné un Young Artist Award de meilleure prestation dans une série comique - Jeune acteur ayant un rôle récurrent.

## Liste des épisodes

### Episode 1:Une mauvaise chute
- États-Unis : 19 septembre 2005

- États-Unis : 15,04 millions de téléspectateurs

- Kim Oja (Betsy)
- Sandra Purpuro (Mona).

### Episode 2:Le mythe des termites
- États-Unis : 26 septembre 2005

- États-Unis : 14,37 millions de téléspectateurs

- Stéphanie Erb (Mme Schmidt)
- Candace Kita (Coco)
- Diane Sellers (Mme Gallagher)
- Lincoln Kennedy (Mr Dunlop)
- Anna Pheil (Tanya)
- Mark Roberts (Mr Malinkovich)
- Bill Rutkoski (Lenny)
- Wayne Thomas Yorke (Bob)

### Episode 3:Vidange express
- États-Unis : 3 octobre 2005

- États-Unis : 14,21 millions de téléspectateurs[1]

### Episode 4:Macho en panne
- États-Unis : 10 octobre 2005

- États-Unis : 15,24 millions de téléspectateurs[2]

### Episode 5:Quand la mère monte
- États-Unis : 17 octobre 2005

- États-Unis : 15,56 millions de téléspectateurs[3]

- Natalie Zea (Colleen)

### Episode 6:Viva Belzébuth
- États-Unis : 24 octobre 2005

- États-Unis : 16,77 millions de téléspectateurs[4]

- Jodi Lyn O'Keefe (Isabella)

### Episode 7:Telle fille, tel père
- États-Unis : 7 novembre 2005

- États-Unis : 16,19 millions de téléspectateurs[5]

- Martin Sheen (Harvey)
- June Squibb (Margaret)

### Episode 8:Tu seras un homme mon fils
- États-Unis : 14 novembre 2005

- États-Unis : 15,17 millions de téléspectateurs[6]

### Episode 9:Le nouvel ami de Madame
- États-Unis : 21 novembre 2005

- États-Unis : 15,74 millions de téléspectateurs[7]

- Phil Abrams (Hector)
- Cloris Leachman (Norma)
- James Edson (Bobby)

### Episode 10:La révélation
- États-Unis : 28 novembre 2005

- États-Unis : 16,53 millions de téléspectateurs[8]

- Aja Evans (Emily)
- Jennifer Ann Massey (Sheila)
- Rebecca McFarland (Leanne)

### Episode 11:L'amour sans amour
- États-Unis : 19 décembre 2005

- États-Unis : 17,71 millions de téléspectateurs[9]

- Josie Davis (Sandy)

### Episode 12:Trop blonde pour toi
- États-Unis : 9 janvier 2006

- États-Unis : 17,20 millions de téléspectateurs[10]

- Jane Lynch (Dr. Linda Freeman)
- Andrea Bendewald (Terry Sholander)
- Kelly West (Amy)
- Valerie Azlynn (Beth)

### Episode 13:Quoi de neuf docteur?
- États-Unis : 23 janvier 2006

- États-Unis : 17,07 millions de téléspectateurs[11]

### Episode 14:Trop brune pour toi
- États-Unis : 6 février 2006

- États-Unis : 16,33 millions de téléspectateurs[12]

### Episode 15:La rupture
- États-Unis : 27 février 2006

- États-Unis : 17,04 millions de téléspectateurs[13]

- Nanci Christopher (Femme)
- Rod Britt (Homme)
- J. D. Walsh (Gordon)
- Jackie Debatin (Ginger)

### Episode 16:Le goûter d'anniversaire
- États-Unis : 6 mars 2006

- États-Unis : 17,06 millions de téléspectateurs[14]

- Alitzah (Ellie)
- Susse Budde (Willow)
- J. D. Walsh (Gordon)
- Brian Thomas Smith (Emmett)

### Episode 17:Les trophées de la vie
- États-Unis : 13 mars 2006

- États-Unis : 17,37 millions de téléspectateurs[15]

- J. D. Walsh (Gordon)
- Jon Lovitz (Archie)
- Loren Lester (Emcee)
- Theresa Adams (Danseuse #1)
- Michelle Dionne (Danseuse #2)
- Danielle Lewis (Danseuse #3)

### Episode 18:Victime de l'amour
- États-Unis : 20 mars 2006

- États-Unis : 16,72 millions de téléspectateurs[16]

- John Mendoza (Sid)

### Episode 19:Auprès de ma brune
- États-Unis : 10 avril 2006

- États-Unis : 14,05 millions de téléspectateurs[17]

- Diane Delano (Prison Matron)
- Gail O'Grady (Mandi)

### Episode 20:Le bouquet de la mariée
- États-Unis : 24 avril 2006

- États-Unis : 14,47 millions de téléspectateurs[18]

- Gail O'Grady (Mandi)
- Kevin Sorbo (Andy)

### Episode 21:Ma maîtresse et la maîtresse de papa
- États-Unis : 1er mai 2006

- États-Unis : 14,31 millions de téléspectateurs[19]

- Julia Campbell (Francine)

### Episode 22:Ma première boum
- États-Unis : 8 mai 2006

- États-Unis : 14,87 millions de téléspectateurs[20]

- Stephanie Brown (Connie)
- Ralph Cole Jr. (Ricky)

### Episode 23:La demande en mariage
- États-Unis : 15 mai 2006

- États-Unis : 11,04 millions de téléspectateurs[21]

### Episode 24:Le mariage de Charlie
- États-Unis : 22 mai 2006

- États-Unis : 15,51 millions de téléspectateurs[22]